# Staunau
Staunau war ein Hersteller von Eismaschinen und Hebezeugen in Hamburg-Harburg. 1950 und 1951 wurden auch Kleinwagen produziert, die größer als der VW Käfer waren und das Aussehen eines luxuriösen Mittelklassewagens boten. Die kurze Entwicklungszeit dieses Wagens wurde durch weitgehende Verwendung zugekaufter Teile (Achsen, Getriebe, Motoren) erreicht.

## Beschreibung
Karl-Heinz Staunau entschloss sich am Ende der 1940er-Jahre, sich am Autoboom der beginnenden Wirtschaftswunderzeit zu beteiligen. Ein Besuch beim Motorenhersteller Ilo hatte ihn auf diese Idee gebracht. Staunau ließ zwei Typen in selbsttragender Schalenbauweise vom Flugzeugkonstrukteur Gerd Krebs konstruieren, die beide mit Zweizylinder-Zweitaktmotoren von Ilo ausgestattet waren; der kleinere vom Typ WE 2/200 hatte etwa 397 cm³ Hubraum (a), der 748-cm³-Motor (a) des K 750 war ein Doppelkolbenmotor (ILO U 750), hatte also vier Kolben. Die Frontantriebswagen verwendeten die Vorderachse eines DKW-Vorkriegsmodells, hatten eine hydraulische Bremsanlage, Lenkradschaltung, elektrische Blinkanlage, umklappbare Sitze und boten Platz für vier Personen. Weil auch die Vordersitze in Form einer Sitzbank gestaltet waren, konnten notfalls sechs Personen im Staunau Platz finden. Der Gepäckraum war nur von innen zugänglich.
Die hintere Starrachse hatte eine Drehstabfederung.
Wirtschaftlich erfolgreich war die Produktion nicht. Vom Typ K 400 (mit Dreiganggetriebe) wurden 64 Stück in den Jahren 1950/51 hergestellt, der größere Typ K 750 (mit Vierganggetriebe) brachte es in der gleichen Zeit auf 16 Stück. In Deutschland wurden 47 Fahrzeuge im Jahr 1950 und 26 in 1951 zugelassen.
Der K 400 kostete 4752 DM, der K 750 6457 DM.

## Technische Daten
| Typ                       | K 400               | K 750               |
| ------------------------- | ------------------- | ------------------- |
| Bauzeitraum               | 1950–1951           | 1950–1951           |
| Aufbauten                 | L2                  | L2                  |
| Motor                     | 2 Zyl. Reihe 2 Takt | 2 Zyl. Reihe 2 Takt |
| Ventile                   | keine               | keine               |
| Bohrung/ Hub in mm        | 61/ 68              | 52/ 88 (4 Kolben)   |
| Hubraum                   | 379 cm³             | 748 cm³             |
| Leistung (PS)             | 13                  | 25                  |
| Leistung (kW)             | 9,5 (14 PS)         | 18 (25 PS)          |
| Verbrauch                 | 5,5 l / 100 km      | 6,8 l / 100 km      |
| Höchstgeschwindigkeit     | 92 km/h (95)        | 105 km/h (118)      |
| Leergewicht               | 690 kg (610)        | 800 kg              |
| Zul. Gesamtgewicht        | 1000 kg             | 1120 kg             |
| Elektrik                  | 6 Volt              | 6 Volt              |
| Länge                     | 4120 mm             | 4120 mm             |
| Breite                    | 1530 mm             | 1530 mm             |
| Höhe                      | 1450 mm             | 1450 mm             |
| Radstand                  | 2550 mm             | 2550 mm             |
| Spur vorne / hinten in mm | 1190/ 1250          | 1190/ 1250          |
| Wendekreisdurchmesser     | 12 m                | 12 m                |

- L2 = 2-türige Limousine
- eingeklammerte Werte nach Spiegel-Artikel